# 무양 (경조윤)
무양(武襄, ? ~ ?)은 전한 말기의 관료로, 자는 군맹(君孟)이며 패군 사람이다.

## 행적
원시 2년(2년), 대사마사직에서 우부풍으로 승진하였다.
원시 4년(4년), 기주목으로 전임되었다.
원시 5년(5년), 재형호군(宰衡護軍)이었던 무양은 경조윤에 임명되었고, 몇 달 후 다른 관직으로 옮겨졌다.

## 출전
- 반고, 《한서》 권19하 백관공경표 下

| 전임 조회 | 전한의 우부풍 2년 ~ 4년 | 후임 사요 |

| 전임 종의 | 전한의 경조윤 5년 | 후임 왕가 |